# Olpień
Olpień (biał. Альпень; ros. Ольпень) – wieś na Białorusi, w obwodzie brzeskim, w rejonie stolińskim, w sielsowiecie Wielemicze, nad Horyniem.
Znajduje się tu zabytkowa parafialna cerkiew prawosławna pw. Zaśnięcia Matki Bożej.

## Historia
Pierwsza wzmianka o wsi pojawia się w 1479.
W dwudziestoleciu międzywojennym leżał w Polsce, w województwie poleskim, w powiecie stolińskim, w gminie Chorsk. W latach 20. XX w. powstała tu parafia słowiańsko-katolicka.
Po II wojnie światowej w granicach Związku Sowieckiego. Od 1991 w niepodległej Białorusi.

### Szlachta
Wieś była zamieszkiwana niemal wyłącznie przez drobną szlachtę. Z tego powodu Olpień był nazywany drugą Warszawą, gdzie mieszka szlachcic na szlachcicu. Rody te przetrwały do współczesnych czasów. Sowieci zakazali używać podwójnych i potrójnych nazwisk, które nosiło część szlacheckich rodzin w Olpieniu. W 2017 otworzono tu niewielkie muzeum szlachty zaściankowej.

## Olpień w kulturze
Mieszkańcy Olpienia zainspirowali Wincentego Dunina-Marcinkiewicza do napisania farsy Szlachta pińska, której bohaterowie noszą nazwiska osób zamieszkujących wieś. Akcja farsy toczy się wokół przyjazdu do poleskiego zaścianka carskiego urzędnika. Wincenty Dunin-Marcinkiewicz dowiedział się o wsi od przybyłych na pouczenie do mińskiej kurii prawosławnej, pochodzących z niej dzieci ze szlacheckiej, mieszanej katolicko-prawosławnej rodziny, które zostały ochrzczone w Kościele katolickim, za co ich ojcu Janowi Ciuchaj-Lipskiemu władze carskie wytoczyły sprawę karną.
Sam autor przebywał w Olpieniu w 1849.